# Cynodontium suecicum
Cynodontium suecicum là một loài rêu trong họ Dicranaceae. Loài này được Arnell & C.E.O. Jensen I. Hagen mô tả khoa học đầu tiên năm 1899.